# Hinton, Iowa
Hinton är en ort i Plymouth County i delstaten Iowa, USA.